# 杨在先
杨在先，中华人民共和国政治人物。
参加抗美援朝战争，中国人民志愿军二级模范、一等功臣。1954年，当选第一届全国人民代表大会代表。